# Rock-a-Doodle
Rock-a-Doodle (En busca del Rey del Sol en España y Amigos inseparables en Hispanoamérica) es una película de dibujos animados de 1991 dirigida por Don Bluth, producida por Goldcrest Films para The Samuel Goldwyn Company y estrenada primero en el Reino Unido y en Irlanda el 2 de agosto de 1991 y al año siguiente, en Estados Unidos, el 3 de abril de 1992.
El título en inglés, Rock-a-Doodle, es un juego de palabras con cock-a-doodle-doo, la onomatopeya en inglés para el canto del gallo («quiquiriqui» o «kikiriki» en español). El juego de palabras, en el que cock se ve reemplazado por rock, hace referencia al protagonista de la película, un gallo (en inglés «gallo» se dice cock) que se dedica a cantar y bailar música rock. Rock-a-Doodle podría traducirse literalmente como «sacudir un dibujo» o «darle ritmo a un dibujo». Efectivamente el verbo to rock se refiere originalmente a un movimiento de balanceo o de sacudida, siendo usada en ese sentido la palabra rock para referirse desde sus inicios a la música rock. La palabra doodle, a su vez, significa «boceto» o «dibujo».

## Sinopsis
En La Década De 1950, Chanticleer es un orgulloso gallo cuyo canto despierta el sol cada mañana, o los otros animales de granja creen. Su canto mantiene los otros animales felices y la granja libre de aguaceros. Sin embargo, una mañana, Chanticleer es atacado por un gallo enviado por el "Gran duque de los búhos"; Chanticleer gana, pero se olvida de que debe cantar al sol, y el sol sale sin su canto. Los otros animales, creyendo que Chanticleer es un fraude, se burlan de él y se va fuera de la granja. La ausencia de Chanticleer resulta en una tormenta y da comienzo el Reino del terror del "Gran Duque" en la granja. La historia continúa en una novela cuando una madre lo lee a su hijo Edmond, que cada vez empeora más por la inminente inundación de la tormenta en la granja de sus padres. Como su madre va a la casa para ayudar a sacar a Edmond de la tormenta, Edmond llama a Chanticleer para volver. Él se enfrenta en su lugar al gran duque de los búhos, que expresa su ira por falta de Edmond en atención a las necesidades de los búhos y él transforma a Edmond en un   gatito animado, convirtiendo el resto del mundo en una versión animada en acuarela de fondo en proceso. Antes de que el gran duque pueda devorar a Edmond, Patou entra en la habitación y le muerde una pata, mientras ambos animales se enfrentan Edmond busca su linterna, él Duque está distraído por la aparición de los otros animales de granja y es en la última instancia impulsado lejos por el brillo de una linterna. Los animales de granja decirle Edmond que también buscan el retorno del Chanticleer, como su canto es lo único que puede traer la luz solar en la granja. Edmond unió un equipo con el perro Patou, su urraca Snipes y la ratona Peepers y ellos hacen su camino hacia la ciudad, donde esperan encontrar a Chanticleer.
Mientras tanto, en la madriguera del gran duque, él supo sobre el viaje de Edmond a la ciudad y su sobrino Hunch envía a detener a Edmond y a los otros animales. De pronto Edmond y los demás cuando llegan a la ciudad de Las Vegas en una versión animada, se van a buscar a Chanticleer. Cuando ya encontraron a Chanticleer en el casino, que ahora está haciendo una vida como un famoso imitador de Elvis Presley, después dieron celos de una artista casi famosa, Goldie la faisán. Edmond y sus amigos intentan hablar con Chanticleer, pero Pinky y los sapos guardaespaldas los intentan alejarlos de su camino. Mientras tanto, en la granja, la inundación empeora más y los animales de granja pierden la comunicación con Edmond ya que el gran duque y sus búhos retiran todas las baterías para las linternas de los animales para alejar a los búhos que no se los coman. Edmond y sus amigos se disfrazan para enviar una nota a Chanticleer, pero él es distraído por Goldie, que ha caído en el amor con él. El intento de Edmond para razonar con Goldie termina mal por lo que él y sus amigos están capturados por los guardaespaldas y encerrados lejos en un remolque. Hunch los ata a una trampa para intentar acabar con el Grupo, pero inadvertidamente falla, ellos salen libres de la trampa y van con Chanticleer. De la culpa que, Goldie muestra a Chanticleer la nota que Edmond le envió y montan a los dos fuera en una motocicleta del casino para guardar a sus amigos para ir a la granja.
Chanticleer y la pandilla huyen de los guardaespaldas en un coche en una intensa persecución y roban un helicóptero, que utiliza para volver a la granja, donde los animales están en problemas y a punto de ser comidos por el gran duque y sus lechuzas. Después de utilizar la luz del helicóptero para conducir temporalmente fuera de los búhos, Edmond y los demás tratan de que Chanticleer cante, pero todavía su voz está desgastada desde el rechazo anterior que recibió cuando no cantó. El gran duque toma la oportunidad y trata de ahogar a Chanticleer antes de que recupere su canto pero Edmond lo apoya gritando su nombre varias veces a lo que el Duque lo asfixia para callarlo. Impresionado por la valentía de Edmond, los otros animales comienza a recitar su nombre apoyándolo, cuando el Duque se enoja él se convierte en un gran tornado. Por último Chanticleer recupera su confianza y canta volando como una estrella fugaz y el sol sale alejando de los búhos, disminuyendo al Duque al tamaño de un insecto débil. Las inundaciones empiezan a desaparecen y Edmond una vez más se convierte en un niño de verdad. Edmond despierta en el mundo real, donde al ver a su madre cree que sus aventuras eran sólo un sueño. No obstante, todavía cree Edmond en Chanticleer y rastrea la novela, causando que el mundo real y el mundo del Chanticleer se combinen en uno solo.

## Reparto original (Estados Unidos)
- Chanticleer - Glen Campbell
- Edmond - Toby Scott Ganger
- Patou - Phil Harris
- Peepers - Sandy Duncan
- Snipes - Eddie Deezen
- Goldie - Ellen Greene
- El Gran Duque - Christopher Plummer
- Hunch - Charles Nelson Reilly
- Pinky - Sorrell Booke
- Stud - Will Ryan
- Madre de Edmond - Dee Wallace

## Doblaje
El doblaje en español (1991) estuvo a cargo del mexicano Francisco Colmenero. Este doblaje fue usado y distribuido a todos los países de habla hispana. 
- Chanticleer - José Luis Orozco / José Luis Duval (canciones)
- Edmond (animado)  -  Diana Santos
- Patou  -  Jorge Roig
- Peepers  -  María Fernanda Morales
- Snipes  -  Raúl Aldana
- Goldie  -  Rocío Garcel
- Duque  -  Francisco Colmenero
- Stud  -  Jesús Barrero
- Anunciador del casino  -  Herman López
- Guardia  -  Herman López
- Pinky - Alejandro Villelí
- Hunch  -  Arturo Mercado
- Voceador  -  Gabriel Gama
- Narración (Patou)  -  Jorge Roig